# Wade Boggs
Wade Anthony Boggs (Omaha, 15 giugno 1958) è un ex giocatore di baseball statunitense di ruolo terza base nella Major League Baseball. È stato inserito nella National Baseball Hall of Fame nel 2005.

## Carriera
Boggs trascorse i suoi 18 anni di carriera principalmente con i Boston Red Sox, ma giocò anche con i New York Yankees, con cui vinse il suo unico titolo della World Series, e i Tampa Bay Devil Rays, con cui raggiunse le 3000 battute valide. Negli anni ottanta e novanta fu quasi sempre tra i contendenti per il titolo di miglior battitore della American League. Boggs è stato eletto nella Red Sox Hall of Fame nel 2004 e nella Baseball Hall of Fame l'anno successivo.
Con 12 apparizioni consecutive all'All-Star Game, Boggs è al terzo posto, dietro solamente a Brooks Robinson e George Brett, nel numero di convocazioni consecutive per una terza base. Nel 1999, The Sporting News lo inserì al 95º posto nella classifica dei migliori cento giocatori di tutti i tempi.
Il 26 maggio 2016 il suo numero è stato ritirato ufficialmente dai Boston Red Sox.

## Palmarès

### Club
- Campione delle World Series: 1

New York Yankees: 1996

### Individuale
- MLB All-Star: 12

1985, 1986, 1987, 1988, 1989, 1990, 1991, 1992, 1993, 1994, 1995, 1996
- Gold Glove Award: 2

1995, 1996
- Silver Slugger Award: 8

1983, 1986, 1987, 1988 1989, 1991, 1993, 1994
- Numero 26 ritirato dai Boston Red Sox
- Numero 12 ritirato dai Tampa Bay Rays
- Club delle 3000 valide

## Boggs nella cultura di massa
- Boggs nel 1992 ha partecipato come guest star in un episodio de I Simpson, intitolato Homer alla battuta, insieme ad altre otto stelle dell'epoca della MLB.[4]
- Boggs nel 2011 ha partecipato al 5º episodio della 6ª stagione di Psych, intitolato Shawn scende in campo.

## Doppiatori italiani
Nelle versioni in italiano delle opere in cui ha recitato, Wade Boggs è stato doppiato da:
- Stefano Santerini in Psych